# Прапор Кобеляцького району
Пра́пор Кобеля́цького райо́ну затверджений 15 грудня 2000 р. рішенням 21-ї сесії Кобеляцької районної ради XXIII скликання.

## Опис
Прапор Кобеляцького району має відношення сторін 2:3. З метою поєднання символіки району в поданому варіанті запроваджено колористичне поєднання теми з застосуванням кольорів і символів прапора Полтавської області.
У композицію прапора внесено зображення історичного герба м. Кобеляки, який був присвоєний у 1842 році і проіснував до 15 грудня 2000 року (скасований рішенням двадцять першої сесії Кобеляцької міської ради двадцять третього скликання).
На полотнищі, яке має темно-синій колір, що означає стійкість, вірність, надійність, могутність, вказує на благородство мешканців Кобеляцького району, зображені три 8-променеві зірки у жовтому полі та козацький хрест. Три зірки уособлюють козацькі сотні. Зображення козацького хреста включено з історичних мотивів, коли на зразок нинішнього територіального утворення в середині 18 століття ряд полків (Кременчуцький, Пирятинський, Гадяцький, Зіньківський, Хорольський) були об'єднані навколо Полтавського полку, прапор якого мав темно-синій колір з козацьким хрестом. Він є символом вічності, духовності, святості, а жовтий колір його символізує сонце, світло, добробут, щедрість, гідність, працьовитість.
Прапор несе в собі елементи та кольори герба, він повністю відповідає геральдичним вимогам та історичній традиції.